# Impacte ambiental de la producció de carn
L'impacte ambiental de la producció de carn varia a causa de l'àmplia varietat de pràctiques ramaderes emprades a tot el món. S'ha comprovat que totes les pràctiques ramaderes tenen diversos efectes sobre el medi ambient. Alguns dels efectes ambientals que s'han associat a la producció de carn són la contaminació per l'ús de combustibles fòssils, el metà animal, els residus d'efluents i el consum d'aigua i sòl. La carn s'obté a través de diversos mètodes, inclosa la ramaderia ecològica, la ramaderia extensiva, la producció ramadera intensiva, la ramadera de subsistència, la caça i la pesca.
La carn es considera un dels principals factors que contribueixen a l'actual crisi de pèrdua de biodiversitat. L'Informe d'Avaluació Global sobre la Biodiversitat i els Serveis Ecosistèmics de la PIBSE de 2019 va trobar que l'agricultura-ramaderia industrials i la sobrepesca són els principals motors de l'extinció, tenint un impacte substancial en la indústria càrnia i làctia. L'informe del 2006, l'informe Livestock's Long Shadow (La llarga ombra del bestiar), publicat per l'Organització per a l'Agricultura i l'Alimentació (FAO) de les Nacions Unides, afirma que "el sector ramader és un factor estressant important en molts ecosistemes i en el conjunt del planeta. A nivell mundial és un dels més grans les fonts de gasos d'efecte hivernacle (GEH) i un dels principals factors causals en la pèrdua de biodiversitat, i en els països desenvolupats i emergents és potser la principal font de contaminació de l'aigua".
La producció de carn és un dels principals motors del canvi climàtic. Un estudi del 2017 publicat a la revista Carbon Balance and Management va trobar que les emissions mundials de metà de l'agricultura animal són un 11% més altes que les estimacions anteriors basades en dades del Grup Intergovernamental sobre el Canvi Climàtic (GIECC). Una part d'aquests efectes s'assignen a components no productors de carn del sector ramader, com ara la indústria de la llana, els ous i els productes lactis, i al bestiar utilitzat per al conreu. S'ha estimat que la ramaderia proporciona energia per al conreu de fins a la meitat de les terres de conreu del món. Diversos estudis han trobat que l'augment del consum de carn associat al creixement de la població humana i l'augment dels ingressos individuals augmentarà les emissions de carboni i augmentarà la pèrdua de biodiversitat. El 8 d'agost de 2019, el GIECC va publicar un resum de l'informe especial de 2019 que afirmava que un canvi cap a dietes vegetals ajudaria a mitigar i adaptar-se al canvi climàtic. És per això que cada cop més es promouen alternatives a la carn derivats d'origen no animal que intenten imitar les seves característiques físiques i nutricionals, i el mercat és cada cop més gran.